# 2019年宜蘭地震
2019年宜蘭地震是指發生於2019年8月8日5時28分3.5秒的地震，其震央位於臺灣宜蘭縣政府南偏東方35.9公里的東部海域，地震規模為ML 6.2級，震源深度24.2公里。

## 概述
2019年8月8日5時28分宜蘭外海地震，幾乎全台有感，最大震度在宜蘭武塔，達到6級，搖晃時間達76秒，其中震度6級搖晃時間有0.01秒，5級搖4秒、4級搖10秒、3級搖25秒、2級搖39秒。

## 災情
地震造成新北市中和區1名女性被倒塌鐵製衣櫃壓到，急救無效死亡。台北市中山區林森北路、南港區科學園區園區街、中正區中華路2段瓦斯洩漏。南機場夜市附近公寓出現水泥牆剝落。松江路與長安東路2段附近的大樓外牆剝落嚴重，已派員到場檢驗，並拉起封鎖線。台中市南區高院路、南平路口自來水管線破裂及瓦斯管洩漏。10675戶停電，電梯受困共6件。

### 交通
桃園機場捷運營運發車時間受到影響，5時57分的首班車延遲至6時20分發出。台北捷運公司則因在地震前完成列車巡軌，在凌晨6時準時發出首班車，新北市淡海輕軌則未受地震影響，上午6時正常發車。台鐵宜蘭到南澳段一度停駛，部分路段限每小時60公里速度行駛，台灣高鐵有5班列車抵達時間延誤，影響約2500名旅客。